# Чемпионат Европы по биатлону 2020
Открытый чемпионат Европы по биатлону 2020 года (англ. IBU Open European Championships 2020) прошёл с 25 февраля по 1 марта 2020 года в расположенном в 20 км центра столицы Беларуси Минска Республиканском центре олимпийской подготовки по зимним видам спорта «Раубичи». В 1998, 2004 и 2019 годах чемпионат также проходил в Минске. Кроме этого, «Раубичи» принимали 4 чемпионата мира по биатлону. Биатлонная трасса расположена на высоте 202 метров над уровнем моря.
Первоначально местом проведения чемпионата был выбран спортивный центр Техванди эстонского города Отепя, однако из-за тёплой погоды перед проведением соревнований и с учётом прогноза погоды организаторы не смогли гарантировать условия, необходимые для проведения мероприятия. Принять турнир вызвались белорусы, сумев организовать чемпионат в рекордные две недели. Перед этим спорткомплекс «Раубичи» готовился к заключительному, 8-му этапу кубка IBU, который прошёл там через несколько дней после чемпионата. Проблемы с погодой также наблюдались и в Беларуси, однако работники РЦОП «Раубичи» заготовили 10 тысяч кубометров искусственного снега для биатлонных состязаний.
Планировалось, что в чемпионате будут разыграно 8 комплектов медалей: по две в спринте, преследовании и индивидуальных гонках и по одной в смешанной и одиночной смешанной эстафете, но из-за погодных условий и отсутствия снега на всей протяжённости трассы индивидуальные гонки заменили на суперспринт (квалификацию и финал).
В чемпионате приняли участие 35 национальных сборных, в том числе сборные США, Канады, Австралии, Китая, Монголии, Турции и Казахстана. Основным составом выступили сборные Беларуси (Сергей Бочарников, Роман Елётнов, Ирина Кривко, Анна Сола), Украины (Дмитрий Пидручный, Артем Прима, Вита и Валентина Семеренко), Латвии (Андрей Расторгуев, Байба Бендика), Болгарии (Красимир Анев, Владимир Илиев, Милена Тодорова). От России выступили Матвей Елисеев, Эдуард Латыпов, Никита Поршнев, Кристина Резцова, Екатерина Глазырина, Анастасия Поршнева, Ульяна Кайшева.
Стоимость билетов на чемпионат составила от 5 белорусских рублей (примерно 145 российских) за место на трассе до 99 (2870 российских) за место на VIP-секторе.

## Общий медальный зачет
| Место | Страна   | 1 | 2 | 3 | Всего |
| ----- | -------- | - | - | - | ----- |
| 1     | Беларусь | 3 | 0 | 1 | 4     |
| 2     | Россия   | 2 | 2 | 0 | 4     |
| 3     | Норвегия | 1 | 2 | 3 | 6     |
| 4     | Украина  | 1 | 1 | 2 | 4     |
| 5     | Швеция   | 1 | 0 | 1 | 2     |
| 6     | Чехия    | 0 | 1 | 0 | 1     |
| 6     | Германия | 0 | 1 | 0 | 1     |
| 6     | Латвия   | 0 | 1 | 0 | 1     |
| 9     | Франция  | 0 | 0 | 1 | 1     |
| Всего |          | 8 | 8 | 8 | 24    |

## Результаты гонок чемпионата
| Гонка                                                                                     | Мужчины | Женщины |
| ----------------------------------------------------------------------------------------- | --- | --- |
| Суперспринт 1. 26 февраля 2020 Мужчины: 3,6 + 6 км 2. 26 февраля 2020 Женщины: 2,4 + 4 км | 1. Сергей Бочарников 14:12.8 (0+0+0+0) 2. Адам Вацлавик +0.4 (0+0+0+0) 3. Дмитрий Пидручный +0.5 (0+0+1+0) 4. Эмильен Клод +10.0 (0) 5. Стурла Холм Легрейд +13.2 (1) 6. Эндре Стрёмсхейм +25.6 (2) 7. Саид Каримулла Халили +29.7 (1) 8. Томаш Крупчик +30.1 (1) 9. Андрей Расторгуев +30.1 (1) 10. Виктор Кривко +41.0 (2) Финишный протокол                            | 1. Евгения Павлова 16:31.8 (0+0+0+0) 2. Елена Пидгрушная +2.8 (0+0+0+0) 3. Хлоя Шевалье +5.5 (0+0+0+0) 4. Валентина Семеренко +8.4 (1) 5. Эмма Нильссон +14.3 (0) 6. Анастасия Меркушина +15.2 (0) 7. Элизабет Хёгберг +18.6 (1) 8. Ирина Кривко +20.3 (1) 9. Виктория Сливко +25.4 (0) 10. Динара Алимбекова +36.0 (1) Финишный протокол       |
| Спринт 1. 29 февраля 2020 Мужчины: 10 км 2. 29 февраля 2020 Женщины: 7,5 км               | 1. Матвей Елисеев 23:46.4 (1+0) 2. Андрей Расторгуев +4.1 (0+1) 3. Александр Фьелд Андерсен +25.5 (0+1) 4. Витаутас Строля +26.3 (0+1) 5. Сергей Бочарников +27.5 (1+0) 6. Роман Рес +30.8 (0+0) 7. Антон Смольский +36.7 (1+1) 8. Саид Каримулла Халили +38.8 (0+1) 9. Кирилл Стрельцов +43.8 (0+1) 10. Лукас Фратцшер +52.7 (1+0) Финишный протокол                     | 1. Элизабет Хёгберг 22:39.6 (1+0) 2. Ида Лиен +14.4 (0+0) 3. Ирина Кривко +15.9 (0+1) 4. Кристина Резцова +20.2 (0+0) 5. Осне Скреде +29.5 (0+1) 6. Анастасия Меркушина +44.7 (0+1) 7. Валентина Семеренко +49.3 (0+2) 8. Штефания Шерер +58.5 (0+0) 9. Каролин Эрдаль +58.7 (0+0) 10. Хлоя Шевалье +1:01.3 (1+1) Финишный протокол             |
| Гонка преследования 1. 1 марта 2020 Мужчины: 12,5 км 2. 1 марта 2020 Женщины: 10 км       | 1. Сергей Бочарников 35:03.9 (0+0+0+2) 2. Стурла Холм Легрейд +6.7 (1+0+0+1) 3. Сиверт Гутторм Баккен +23.9 (0+0+1+1) 4. Александр Фьелд Андерсен +37.0 (4) 5. Адам Вацлавик +37.0 (1) 6. Саид Каримулла Халили +52.1 (3) 7. Матвей Елисеев +1:04.4 (5) 8. Никита Поршнев +1:14.8 (3) 9. Синдре Петтерсен +1:19.5 (5) 10. Андрей Расторгуев +1:20.9 (6) Финишный протокол | 1. Елена Кручинкина 29:21.1 (0+0+0+0) 2. Кристина Резцова +17.6 (1+0+0+1) 3. Элизабет Хёгберг +35.1 (0+1+0+2) 4. Каролин Коломбо +55.0 (1) 5. Анастасия Меркушина +55.8 (2) 6. Ирина Кривко + 1:12.4 (3) 7. Ульяна Кайшева +1:33.7 (1) 8. Осне Скреде +1:34.8 (2) 9. Валентина Семеренко +1:34.9 (3) 10. Ида Лиен +1:48.2 (3) Финишный протокол |
| Одиночная смешанная эстафета 1. 27 февраля 2020 Женщины + Мужчины: 2×3 + 2×3,75 км        | 1. Норвегия 47:12.2 (0+12) (Каролин Эрдаль, Эндре Стрёмсхейм) 2. Германия +11.5 (0+5) (Штефания Шерер, Юстус Штрелов) 3. Украина +11.8 (0+7) (Анастасия Меркушина, Руслан Ткаленко) Финишный протокол | 1. Норвегия 47:12.2 (0+12) (Каролин Эрдаль, Эндре Стрёмсхейм) 2. Германия +11.5 (0+5) (Штефания Шерер, Юстус Штрелов) 3. Украина +11.8 (0+7) (Анастасия Меркушина, Руслан Ткаленко) Финишный протокол |
| Смешанная эстафета 1. 27 февраля 2020 Женщины + Мужчины: 2х6 + 2х6 км                     | 1. Украина 1:11:32.1 (0+9) (Валентина Семеренко, Юлия Джима, Артем Прима, Дмитрий Пидручный) 2. Россия +32.2 (0+9) (Кристина Резцова, Виктория Сливко, Эдуард Латыпов, Саид Каримулла Халили) 3. Норвегия +33.7 (0+3) (Осне Скреде, Ида Лиен, Сиверт Гутторм Баккен, Александр Фьелд Андерсен) Финишный протокол                                                          | 1. Украина 1:11:32.1 (0+9) (Валентина Семеренко, Юлия Джима, Артем Прима, Дмитрий Пидручный) 2. Россия +32.2 (0+9) (Кристина Резцова, Виктория Сливко, Эдуард Латыпов, Саид Каримулла Халили) 3. Норвегия +33.7 (0+3) (Осне Скреде, Ида Лиен, Сиверт Гутторм Баккен, Александр Фьелд Андерсен) Финишный протокол                                |